# Rede em estrela

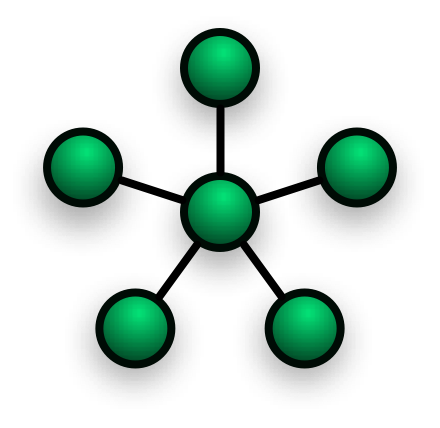
Topologia de rede em estrela.

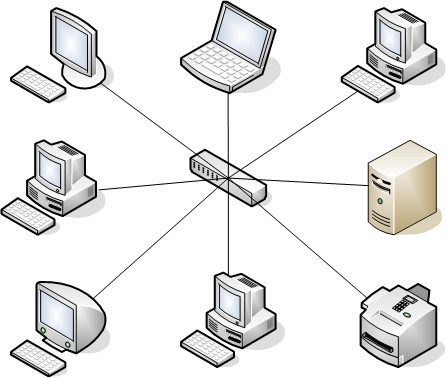
Topologia estrela em uso em uma rede

A topologia em estrela é caracterizada por um elemento central (um hub ou switch, por exemplo) que "gerencia" o fluxo de dados da rede, estando diretamente conectado (ponto-a-ponto) a cada nó, daí surgiu a designação "Estrela". As informações trafegam na rede de um host para o outro. Toda informação enviada de um nó para outro é enviada primeiro ao dispositivo que fica no centro da estrela, portanto os dados não passam por todos os hosts. O concentrador encarrega-se de encaminhar o sinal especificamente para as estações solicitadas, economizando tempo. Existem também redes estrela com conexão passiva (similar ao barramento), na qual o elemento central nada mais é do que uma peça mecânica que atrela os "braços" entre si, não interferindo no sinal que flui por todos os nós, da mesma forma que o faria em redes com topologia barramento. Mas este tipo de conexão passiva é mais comum em redes ponto-a-ponto lineares, sendo muito pouco utilizado já que os dispositivos concentradores (HUBs, Multiportas, Pontes e outros) não apresentam um custo tão elevado se levarmos em consideração as vantagens que são oferecidas.
As redes em estrela, que são as mais comuns hoje em dia, utilizam cabos de par trançado e uma switch como ponto central da rede. O hub se encarrega de retransmitir todos os dados para todas as estações, mas com a vantagem de tornar mais fácil a localização dos problemas, já que se um dos cabos, uma das portas do hub ou uma das placas de rede estiver com problemas, apenas o PC ligado ao componente defeituoso ficará fora da rede, ao contrário do que ocorre nas redes 10Base2, onde um mau contato em qualquer um dos conectores derruba a rede inteira.
Claro que esta topologia se aplica apenas a pequenas redes, já que os hubs costumam ter apenas 8 ou 16 portas. Em redes maiores é utilizada a topologia de árvore, onde temos vários hubs interligados entre si por switches ou routers. Em inglês é usado também o termo Star Bus, ou estrela em barramento, já que a topologia mistura características das topologias de estrela e barramento.

## Características

### Implementações diferentes
As topologias em estrela podem ser implementadas com estruturas Ethernet com fio, roteadores sem fio e / ou outros componentes. Em muitos casos, o servidor é o hub central e os nós adicionais são os clientes.
De acordo com a placa de rede usada por cada computador, um cabo de rede RJ-45 ou um cabo coaxial é usado para conectar os dispositivos.

### Comunicação
Suponha que todos os computadores em um piso estejam conectados a um hub ou switch comum. Nesse caso, o switch mantém uma tabela CAM (Memória Endereçável de Conteúdo).
Esta tabela CAM é uma memória de conteúdo endereçável, na qual os endereços de hardware de todos os dispositivos conectados são armazenados na memória do computador.
Por exemplo, se o computador A desejar enviar um pacote de dados para o computador B, o computador A enviará a mensagem ao computador. O switch verificará o endereço do computador de destino e encaminhará a mensagem para ele.
No caso de um hub, ele não possui sua própria memória. Quando o computador A envia uma mensagem ao computador B, o hub avisa: Anúncio a todas as portas conectadas a mim que tenho um pacote para este endereço. Quem de vocês possui este endereço?
Este procedimento é chamado ARP (protocolo de resolução de endereço). Usando este protocolo de rede, o hub pode encontrar o endereço do computador desejado. Dessa forma, você transfere o pacote para a máquina de destino.

## Vantagens e Desvantagens
Existem vantagens e desvantagens de empregar a topologia estrela. As principais vantagens consistem na facilidade de adicionar novos computadores, centralização do gerenciamento e a falha de um computador das bordas não afeta os demais computadores na rede. Como todos os computadores estão conectados no ponto central, a adição de um novo computador demanda apenas uma nova conexão ponto a ponto entre o novo computador e o dispositivo central. Como as tarefas de encaminhamento de pacotes são delegadas ao componente central, podemos dizer que estas tarefas estão centralizadas neste dispositivo e sempre houver a necessidade de executar algum procedimento de alteração, adição ou exclusão de regras de encaminhamento, basta apenas acessar o dispositivo central, não necessitando modificações em outros componentes da rede. Além disso como todas os computadores posicionados nas extremidades da topologia apenas enviam e recebem os pacotes, caso ocorra uma falha nestes dispositivos, a rede continuará a operar sem problemas. Todavia, a desvantagem de organizar a rede por meio desta topologia consiste na possibilidade de falha do ponto central.

### Vantagens
A existência de problemas numa determinada ligação a um qualquer computador não compromete a totalidade da rede, apenas ficando afectado o computador respectivo e as condições de transmissão do cabo usado, que permite velocidades de transmissão superiores;
Facilidade de realizar a inclusão de um novo computador na rede.
Uma falha no elemento central e toda a rede para.
Alteração de qualquer configuração na rede, será necessário apenas a alteração no computador central, no qual será repassado para todos da rede, não sendo necessário alterar um por um.
A topologia em estrela trabalha com cabos de par trançado, cabos esses que proporcionam uma maior flexibilidade no momento de instalação das redes (MORAES, 2004).
Trata-se da topologia mais utilizada atualmente, por ter como suas vantagens a facilidade de adicionar novas estações de trabalho e pela fácil identificação ou isolamento de falhas, visto que sempre que for enviada uma informação para outra estação, haverá sempre uma passagem pelo nó central, essa é uma de suas desvantagens, pois se o dispositivo central falhar, toda a rede será prejudicada, para reduzir essa probabilidade, utilizam-se dispositivos redundantes para que, caso algum pare de funcionar, o outro entra em ação.
- Muito fácil de montar e configurar.

- Outro ponto é que não é necessário parar o funcionamento da rede para inserir ou remover dispositivos.

- É fácil detectar os dispositivos avariados.

### Desvantagens
A necessidade de usar um maior comprimento de cabo, necessidade de um dispositivo central com os custos a ele associados (que cada vez são menores) e número limite de portas do dispositivo central.
- Requer mais cabo do que a topologia em bus, pois o cabo utilizado é o somatório dos cabos que vão desde cada computador para o dispositivo central.

- A avaria do concentrador implica a falha de rede.

- Devido ao custo do concentrador, é mais cara do que a topologia em bus.